# Kobylskie Góry
Kobylskie Góry (361 m) – wzgórze wznoszące się po północno-wschodniej stronie Łączek Kobylańskich. Stanowi orograficznie lewe zbocza Doliny Będkowskiej. Jest w większości porośnięte lasem, ale na płaskiej wierzchowinie po jego wschodniej stronie znajdują się pola uprawne wsi Kobylany. Bardzo strome i porośnięte lasem stoki zachodnie opadają do dna Doliny Będkowskiej, również porośnięte lasem stoki wschodnie opadają do wąwozu wcinającego się między Kobylskie Góry a Żarnową. Zboczami tego wąwozu prowadzi asfaltowa droga z Kobylan do Łączek Kobylańskich. Stoki północne opadają do dna Wąwozu Granicznego, którym biegnie granica między wsiami Kobylany i Będkowice.
Kobylskie Góry znajdują się na Wyżynie Olkuskiej wchodzącej w skład Wyżyny Krakowsko-Częstochowskiej. Jest w nich kilka grup skał: Wężowe Skały, Rodzynek, Migdałkowa, Rybne Skały, Rusna Skała, (Ruska Skała). W ich wapiennych skałach jest kilka obiektów jaskiniowych: Jaskinia na Łączkach, Jaskinia na Łączkach Górna, Lej na Łączkach, Schronisko nad Jaskinią na Łączkach. 